# Anapia (distrito)
Anapia é um distrito do Peru, departamento de Puno, localizada na província de Yunguyo.

## História
O então Presidente da República, Fernando Belaúnde, baixou o decreto nº 23606 de Inti raymi killapi 1983, crea o distrito da Anapia.

## Alcaides
- 2011-2014: Francisco Froilán Limachi Escobar.
- 2007-2010: José Fabian Flores Velasco.

## Transporte
O distrito de Anapia não é servido pelo sistema de estradas terrestres do Peru.